# Jimmy Giuffre (album)
Jimmy Giuffre – debiutancki (jako lidera) album muzyczny amerykańskiego klarnecisty i saksofonisty jazzowego Jimmy'ego Giuffre'ego, składający się z nagrań zarejestrowanych w Hollywood podczas trzech różnych sesji: 19 lutego i 15 kwietnia 1954 i 31 stycznia 1955. W nagraniach brali udział muzycy, z którymi Giuffre często w tym okresie współpracował. Album został wydany w 1955 przez Capitol Records (T-549), wydanie monofoniczne. W 2002 ukazała się reedycja na CD (Capitol).

## Muzycy
"Four Brothers", "Sultana", "Nutty Pine", "Wrought Of Iron" – utwory nagrane 15 kwietnia 1954:
- Jimmy Giuffre – saksofon tenorowy, klarnet, saksofon barytonowy
- Bud Shank – saksofon altowy
- Jack Sheldon – trąbka
- Shorty Rogers – skrzydłówka (fluegelhorn)
- Bob Enevoldsen – puzon wentylowy, konrabas
- Ralph Peña – kontrabas
- Shelly Manne – perkusja

"Someone To Watch Over Me", "A Ring-Tail Monkey", "Iranic" – utwory nagrane 31 stycznia 1955:
- Jimmyy Giuffre – saksofon tenorowy, klarnet
- Jack Sheldon – trąbka
- Ralph Peña – kontrabas
- Artie Anton – perkusja

"Do It!", "All For You", "I Only Have Eyes For You" – utwory nagrane 19 lutego 1954:
- Jimmyy Giuffre – saksofon tenorowy, klarnet, saksofon barytonowy
- Jack Sheldon – trąbka
- Russ Freeman – fortepian
- Curtis Counce – kontrabas
- Shelly Manne – perkusja

## Lista utworów
Strona A
| 1. | "Four Brothers" (Jimmy Giuffre)                            | 3:17  |
|    |                                                            |       |
| 2. | "Someone To Watch Over Me" (George Gershwin, Ira Gershwin) | 3:10  |
|    |                                                            |       |
| 3. | "Sultana" (Jimmy Giuffre)                                  | 2:54  |
|    |                                                            |       |
| 4. | "A Ring-Tail Monkey" (Jimmy Giuffre)                       | 2:36  |
|    |                                                            |       |
| 5. | "Nutty Pine" (Jimmy Giuffre)                               | 3:13  |
|    |                                                            |       |
| 6. | "Wrought Of Iron" (Jimmy Giuffre)                          | 2:52  |
|    |                                                            |       |
|    |                                                            | 18:02 |
|    |                                                            |       |
Strona B
| 7.  | "Do It!" (Jimmy Giuffre)                            | 3:18  |
|     |                                                     |       |
| 8.  | "All For You" (Jimmy Giuffre)                       | 2:49  |
|     |                                                     |       |
| 9.  | "Iranic" (Jimmy Giuffre)                            | 4:51  |
|     |                                                     |       |
| 10. | "I Only Have Eyes For You" (Al Dubin, Harry Warren) | 6:15  |
|     |                                                     |       |
|     |                                                     | 17:13 |
|     |                                                     |       |